# Luz de luna (telenovela)
Luz de luna es una serie de televisión peruana producida por Del Barrio Producciones para la cadena América Televisión. Se estrenó el 12 de julio de 2021, siendo dirigida y producida por Michelle Alexander.
Está protagonizada por André Silva, Vanessa Silva (interpretando doble papel protagónico), Mayella Lloclla y Naima Luna. A su vez, cuenta con las participaciones antagónicas de Nicolás Galindo, Miguel Ángel Álvarez, Gonzalo Molina, Óscar Carrillo, José Dammert y Sebastián Ligarde.
A inicios de diciembre de 2021, la serie fue renovada para una segunda temporada. Las grabaciones de la segunda temporada iniciaron el 21 de abril de 2022. El 26 de abril de 2022, se reveló el avance oficial de la segunda temporada, y se estrenó el 25 de mayo del mismo año. La temporada concluyó el 15 de noviembre de 2022 y se renovó para una tercera y última temporada, la cual se estrenó el 11 de abril de 2023 y finalizó el 27 de septiembre del mismo año. Posteriormente, a finales de noviembre de 2023 se anuncia el lanzamiento de una secuela spin-off titulada Luz de esperanza, la cual se estrenó el 11 de diciembre del mismo año, y el 11 de julio de 2025, casi 2 años después del cierre de la tercera temporada, se anunció que la serie tendría una cuarta y ultima temporada definitiva.

## Sinopsis
Es la historia de amor de Luna y León, quienes romperán las barreras sociales para defender su amor.

## Argumento

### Temporada 1 (2021-2022)
La historia gira en torno a León Zárate (André Silva), un joven de Villa María del Triunfo que sueña con ser un gran músico de cumbia, pero que le ha tocado pasar por varias penurias como la muerte de su padre Salvador Zárate (Emilram Cossío) y la de su maestro musical Don Lizandro (Ramón García). En su camino al éxito, conoce a Luna Mujica (Vanessa Silva), una bella mujer, hija del exitoso empresario gastronómico Ciro Mujica (Alfonso Santistevan), de la cual se enamora a pesar de sus diferencias sociales. Todo ello será interrumpido por Eus de Souza (Nicolás Galindo), un joven empresario que proviene de una de las familias más poderosas de Lima quien se enamora de Luna y hará todo lo posible para mantenerla alejada de León, logrando separarlos permanentemente provocando que Luna caiga en su trampa y acepté casarse con él tras esta decepcionarse de León pensando que la abandonó a su suerte sin saber que está esperando una hija suya.
Varios años después, León cumple su sueño de volverse un cantante de cumbia conocido a nivel nacional, tras haber emprendido una gira a nivel nacional con su orquesta, mientras que Luna después de mucho tiempo decide nuevamente declararle su amor y a la vez revelarle un gran secreto, pero en el transcurso de ello, es interrumpida por Eus quien en medio de una discusión en la autopista, decide acabar con la vida de Luna empujándola del auto en movimiento tras escucharla decir que nunca dejó de amar a León y que le iba a confesar la verdad de que tuvo una hija de él. La muerte de Luna deja una profunda depresión en León, pero en medio de toda esta tragedia, León descubrirá una revelación que cambiará su vida para siempre tras conocer a Luz (Naima Luna), la hija de Eus y Luna la cual es una niña encantadora que en realidad es el fruto de su amor pasado con Luna por lo que León luchará por recuperar el tiempo perdido con Luz pero para ello primero tendrá que enfrentarse a Eus y a sus aliados: su padre Eusebio de Souza (Miguel Álvarez) un empresario corrupto que aspira a ser el presidente del Perú, su abogado corrupto Carlos Manrique (Gonzalo Molina), y su guardaespaldas y figura paterna Chubi (José Luis Ruiz) para lo cual León recibirá la ayuda de la misma Luna, quien se manifiesta ante él como fantasma para guiarlo a descifrar la verdad sobre su muerte y su paternidad sobre Luz, de su madre Yolanda Ruiz (Liliana Trujillo), de su mejor amigo Polo Cóndor (Luis José Ocampo), de Diana Martínez (María José Vega) una reconocida y prestigiosa periodista la cual es la mejor amiga de Luna y madrina de Luz, del oficial de policía José Luis Joya (Juan Carlos Pastor), de Ciro quien cambia sus malos ideales y apoya a León tras enamorarse de Yolanda y descubrir las verdaderas intenciones de los De Souza, de Marvin (Gustavo Borjas) un boxeador que conoció en la cárcel el cual se convierte en su amigo hasta su muerte a manos de los contactos de los De Souza y de Mabel Gil (Daniela Feijóo) la examante de Eus que arrepentida de sus malas acciones se une a León convirtiéndose en su amiga y aliada para hacer justicia por la muerte de Marvin y ayudarlo en contra de Eus.
Posteriormente, como una última voluntad de Luna antes de finalmente partir al cielo por completo convertida en una ángel espiritual, León conocerá a Alma Hermoza (Vanessa Silva), una abogada la cual sorprendentemente es físicamente idéntica a Luna, quien espiritualmente ocasiona que Alma llegué a la vida de León, para que se convierta en su nuevo interés amoroso y lo ayudé a salvar a su hija Luz de la maldad de Eus.

### Temporada 2 (2022)
Después de que León se compromete con la abogada Alma Hermoza, en plena ceremonia de matrimonio, él es dejado plantado en el altar, por lo que decide dejar todos sus sufrimientos en el pasado y en cambio continuar su vida únicamente como padre de Luz dejando la música de lado. Sin embargo, durante el trayecto de su vida aparecerá Bella Luna (Mayella Lloclla) una dulce joven proveniente del Callao a la que conocerá "accidentalmente y por cosas del destino". Luz acude al cementerio a visitar la tumba de su madre dejándole una carta en donde le pide que envíe a alguien para que le ayude a devolverle la felicidad a su padre, Luna le concede la petición a su hija y espiritualmente manda volando la carta hasta la tumba de la madre de Bella, quien recibe la carta y llega a la vida de León y al conocerse surge un nuevo amor en la vida del cantante de cumbia. León habiendo decidido retirarse de la música, busca a su sucesor y encuentra a Simón Medrano (José Dammert) pero luego de que gracias a Bella, León toma la decisión de seguir su carrera musical, Simón no acepta ser un integrante más de su orquesta y en cambio se retira jurandole venganza por lo que se convierte en el nuevo aliado de Eus. Mientras tanto, la familia de Souza vuelve más empoderada después de que Eusebio de Souza halla obtenido la victoria dentro de las Elecciones Generales de Perú asumiendo la presidencia de la República, tras derrotar a Ramiro Zevallos (Óscar Carrillo) que ahora tiene como asesor a Carlos Manrique, el antiguo abogado de la familia de Souza. Las primeras acciones de Eusebio como presidente son las de sacar a Eus de la cárcel tras haber hecho una negociación con él, después de que se revelará que en realidad no es su hijo biológico; así como recuperar a Luz de la custodia paternal de León para regresarla al cuidado de Eus quien se aprovecha del poder que tiene su padre así como de su nueva posición para seguir perjudicando y vengándose tanto de León como de su familia y sus amigos. A su vez, también aparecerá Patricia Ferreira (Laly Goyzueta), la madre de Eus y exesposa de Eusebio a la que todos creían como muerta, pero que regresa del extranjero a Lima Perú para recuperar el amor de su hijo Eus y vengarse de Eusebio por todo el daño que le hizo. Por otra parte, Chubi quien sale de la cárcel habiendo pagado por sus crímenes pasados, busca a León ofreciéndole su total lealtad protegiendo a su familia de los De Souza demostrándole que realmente se ha redimido y está arrepentido por todo el daño que le hizo en el pasado. Paralelamente, Marvin regresa como fantasma para cumplir con la misión de proteger a Mabel y su hijo Salvador de la maldad de Eus y Carlos Manrique. Posteriormente, regresa Alma Hermoza para ayudar nuevamente a León a recuperar la custodia paternal de Luz, lo que genera algo de tensión entre Bella y León, luego de que Alma le confiesa a León que sigue enamorada de él y que fue un error haberlo plantado en el altar. Pero finalmente Alma le dice a León y Bella que hacen una bonita pareja y que no pretende intervenir en la relación pero a la vez secretamente se muestra mortificada demostrando tener un gran secreto que podría afectar en el futuro el romance de Bella y León.

### Temporada 3 (2023)
Después de la muerte de Mabel y la captura de Carlos Manrique, León decide cumplir la última voluntad de Mabel y Marvin quedándose al cuidado de su hijo Salvador. Posteriormente, León contrae matrimonio con Bella, suceso que termina en tragedia tras el fallecimiento de Chubi a manos de Eus en su intento de proteger a León. Después de todo lo acontecido, la orquesta de León recibe una invitación para participar en un festival de cumbia en México donde conocerán a Adán Cruces (Sebastián Ligarde), un exitoso productor musical mexicano que les ofrece una oferta laboral dentro de su empresa Imperium Music, así como un contrato millonario que supuestamente los hará conocidos como orquesta a nivel internacional, pero que en realidad solo oculta las ambiciones oscuras que tiene Adán en contra de León y su orquesta. Además, durante el viaje a México, Luz decide entregarle un regalo a Alma decidiendo visitarla, sin embargo ese encuentro revelará una impactante revelación que podría cambiar los sentimientos de León tras descubrirse que Alma tiene un hijo producto de su relación amorosa pasada con León, pero Alma decide no contarle la verdad, y León y Luz deciden regresar a Lima con su orquesta después de su gira en el país mexicano. Tras la alianza musical de Adán con la orquesta de León, este decide radicar en Lima y comienza a preparar sus propósitos oscuros, inicialmente decide comprarle la lujosa residencia de la familia de Souza a Patricia Ferreira, quien obtuvo la propiedad después de obtener la victoria en el juicio contra Eusebio, quien se encuentra en la cárcel por todos sus delitos cometidos. Después Adán decide aprovechar el poder de magia oscura que carga en su anillo para reclutar aliados para sus malignos propósitos, primero recluta a Eus, quien se encontraba prófugo de la justicia, y usa su poder oscuro para cambiarle la identidad de Eus de Souza por la de Luis Alberto Montenegro, un conocido abogado y diplomático; luego decide sacar a Carlos Manrique de la clínica psiquiátrica en la que se encontraba, y finalmente, libera a Eusebio consiguiendo que le den el indulto presidencial, quienes deciden aliarse a Adán para así retomar su venganza contra toda la familia de León. Por otra parte, llegará Gloria Gil (Daniela Feijóo), la hermana gemela de Mabel, quien se convierte en la amiga y aliada de León y sus amigos pero que también está dispuesta a hacer de todo para encontrar justicia y consumar su venganza por la muerte de su hermana.

## Temporadas
| Temporada | Temporada | Episodios   | Episodios   | Emisión original        | Emisión original         |
| Temporada | Temporada | Episodios   | Episodios   | Primera emisión         | Última emisión           |
| --------- | --------- | ----------- | ----------- | ----------------------- | ------------------------ |
|           | 1         | 129         | 129         | 12 de julio de 2021     | 12 de enero de 2022      |
|           | 2         | 125         | 125         | 25 de mayo de 2022      | 15 de noviembre de 2022  |
|           | 3         | 120         | 120         | 11 de abril de 2023     | 27 de septiembre de 2023 |
|           | 4         | Por definir | Por definir | 9 de septiembre de 2025 | Por definir              |

## Reparto

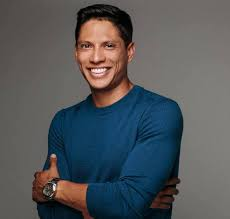
André Silva es León Zárate

Parte del elenco principal completo de la primera temporada fue publicado a través del diario Trome el 12 de julio de 2021.

### Principales
| Intérprete          | Personaje                                                    | Temporadas | Temporadas | Temporadas | Ref.   |
| Intérprete          | Personaje                                                    | 1          | 2          | 3          | Ref.   |
| ------------------- | ------------------------------------------------------------ | ---------- | ---------- | ---------- | ------ |
| André Silva         | León Zarate Ruiz / El león de la cumbia                      | Principal  | Principal  | Principal  |        |
| Vanessa Silva       | Luna Mujica de De souza                                      | Principal  | Recurrente | Recurrente |        |
| Vanessa Silva       | Dra. Alma Hermoza                                            | Principal  | Principal  | Principal  | [ 19 ] |
| Naima Luna          | Luz De Souza Mujica/ Luz Zarate Mujica                       | Principal  | Principal  | Principal  | [ 2 ]  |
| Nicolás Galindo     | Eusebio "Eus" De Souza Ferrer / Eusebio "Eus" Sánchez Ferrer | Principal  | Principal  | Principal  | [ 5 ]  |
| Mayella Lloclla     | Bella Luna del Mar / La Sirena de la Cumbia                  |            | Principal  | Principal  | [ 20 ] |
| Liliana Trujillo    | Yolanda Ruiz                                                 | Principal  | Principal  | Principal  | [ 2 ]  |
| Alfonso Santistevan | Ciro Mujica                                                  | Principal  | Principal  | Principal  | [ 2 ]  |
| Luis José Ocampo    | Alexander «Alex» Mendoza Cross                               | Principal  | Principal  | Principal  |        |
| Daniela Feijoó      | Mabel Gil Urbina                                             | Principal  | Principal  | Recurrente |        |
| Daniela Feijoó      | Gloria Gil Urbina                                            |            | Invitada   | Principal  |        |
| José Luis Ruiz      | Rolando Sánchez Pastor «Chubi»                               | Principal  | Principal  | Principal  | [ 2 ]  |
| Miguel Álvarez      | Eusebio de Souza Jáuregui                                    | Principal  | Principal  | Principal  |        |
| María José Vega     | Diana Sofía Martínez de Esquivel                             | Principal  | Principal  | Principal  |        |
| Gonzalo Molina      | Dr. Carlos Manrique Cervantes                                | Principal  | Principal  | Principal  |        |
| Gustavo Borjas      | Marvin Salvador Olivares Vílchez                             | Principal  | Principal  | Principal  | [ 21 ] |
| Laly Goyzueta       | Dra. Patricia Ferreira Bustamante                            |            | Principal  | Principal  | [ 20 ] |
| Óscar Carrillo      | Ramiro Zevallos                                              | Recurrente | Principal  | Voz        | [ 22 ] |
| Gilberto Nué        | Pedro Luna                                                   |            | Principal  | Invitado   |        |
| José Dammert        | Simón Medrano / El Zorro de la Cumbia                        |            | Principal  |            |        |
| Priscila Espinoza   | Dra. Luciana Maquiavelo                                      |            |            | Principal  |        |
| Sergio Gjurinovic   | Profesor Francisco Deza Arrieta                              |            |            | Principal  |        |
| Úrsula Mármol       | Doña Celia                                                   | Principal  |            |            |        |
| Macla Yamada        | Rosa «Rosita» Bustos                                         | Principal  | Recurrente | Recurrente |        |
| Ítalo Maldonado     | Fernando Viera                                               | Principal  | Recurrente | Recurrente | [ 23 ] |
| Carlos Casella      | Herbert Rodríguez                                            | Principal  | Recurrente | Principal  |        |
| Juan Carlos Pastor  | Oficial José Luis Joya Peña                                  | Principal  | Recurrente | Principal  |        |
| Daniel Cano         | Manuel                                                       | Principal  |            |            |        |
| Walter Ramírez      | Tino                                                         | Principal  |            |            |        |
| Jorge Bardales      | Hugo                                                         |            | Recurrente | Principal  |        |
| Diego Salinas       | Sebastián Urieta                                             |            | Recurrente | Principal  |        |
| Juan Pablo Abad     | Charlie Díaz Herrera / Charlie Mujica Ruiz                   |            | Principal  | Principal  |        |
| Sebastián Barreto   | Gabriel «Gabrielito» Viera Vílchez                           | Principal  | Invitado   |            |        |
| Sebastián Ligarde   | Adán Cruces Lezama                                           |            |            | Principal  |        |

### Recurrentes e invitados especiales

#### Introducidos en la primera temporada
- Pold Gastello como Pedro Santos «El Tío Pedro»
- Ramón García como Don Lisandro Garcés
- Emilram Cossío como Salvador Zárate[24]
- Cielo Torres como Yuyito
- María Grazia Gamarra como Dra. María Isabel «Marisabel» Baca[25]
- Alexander Blas como él mismo
- Brigitte Jouannet como Giselle Vílchez
- Trilce Cavero como Profesora Male
- Jorge Gutiérrez como Rolando
- Andrea Chuiman como Profesora
- Cayetana Guzmán como Yossy
- Juan Carlos Díaz como José Antonio Espinoza
- Andrés Vílchez como Ladrón
- Alonso Cano como Secuestrador
- Nicolás Fantinato como Productor musical
- Jaime «Choca» Mandros como él mismo
- Pilar Núñez como Doña Consuelo Vílchez

#### Introducidos en la segunda temporada
- Sebastián Monteghirfo como César Díaz
- Francisco Cabrera como Dr. Franco Montoya
- Carlos Thornton como Miguel Dulanto
- Andrea Alvarado como Becky
- Ethel Pozo como Periodista
- Alana La Madrid como Suzu
- Titi Plaza como Monja
- Oswaldo Salas como Fabricio Ortega
- Francesca Vargas como Amiga de Simón
- Stephie Jacobs como Productora de programa concurso
- Alicia Mercado como Presentadora de programa concurso
- Fernando Llanos como él mismo
- Juan Carlos Fernández como él mismo
- Yaco Eskenazi como él mismo
- Moisés Piscoya como él mismo[26]
- Carolina Infante como Sheyla Herrera
- Isabel Chappell como Verónika Zúñiga

#### Introducidos en la tercera temporada
- Karla Medina como Secretaria Leticia
- Diego Lombardi como Dr. Germán Peña
- Giovanni Arce como Claudio Deza Arrieta
- Nicolás Galindo como Doble de Eus (Colaborador místico de Adán)
- Andrea Luna como Angélica Velasco (Joven)
- Matias Spitzer como Adán Cruces Lezama (Joven)
- Renato Bonifaz como Roberto «Bobby» Chippen / El Nuevo León de la Cumbia
- Rick Nuñez como Dr. Blanco
- Alexandra Graña como Dra. Micaela
- Andrea Fernández como Luisa Suárez
- Cécica Bernasconi como Angélica Velasco
- Kiara Soriano como Carola
- Sofía Marshall como Melissa
- Percy Velarde como Wilfredo
- Tula Rodríguez como Mirella Marticorena
- Santiago Suárez como Fernando
- Mariano Sábato como Padre de Melissa
- Tommy Portugal como él mismo
- Manuel Guerrero como Policía Maldonado
- Américo Zúñiga como Fiscal
- Pedro Olórtegui como Fiscal
- Willy Gutiérrez como Fiscal
- Luis Alonso Leiva como Wilfredo
- Iván Chávez como Jefe de policía

## Banda sonora
- «Júrame» — André Silva
- «Si no te hubieras ido» — André Silva y Naima Luna
- «La cumbia del amor» — Mauricio Mesones
- «Pedazo de Luna» — André Silva
- «Cómo hago» — André Silva
- «Mi artista favorito» — Naima Luna
- «Reclamo al destino» — Vanessa Silva
- «Tengo que olvidar» — Vanessa Silva
- «¿Dónde está el amor?» — Nicolás Galindo
- «Y si fuera mia» — André Silva
- «Mi pequeña ilusión» — André Silva
- «Luz de Luna» — André Silva y Vanessa Silva
- «Pedacito de mi vida» — André Silva
- «Amor de niñez» — André Silva
- «Vienes y te vas» — André Silva
- «Pronto vendrá lo mejor» — André Silva
- «Esto no es un adiós» — André Silva
- «Cuando te miro» — Alicia Robertson
- «Si estamos solos» — Zona Libre
- «Parte de mi» — Vanessa Silva y Naima Luna
- «Mi Luz es tuya» — Vanessa Silva
- «Canción para dos» — André Silva y Naima Luna
- «Se que tu pena es muy grande» — Vanessa Silva y Naima Luna
- «El amor no tiene tiempo» — Bárbara Romero
- «Y yo te digo» — André Silva y Naima Luna
- «Verlos juntos sonreír» — Vanessa Silva
- «Llévate» — Alexander Blas
- «Luz es mi nombre» — Naima Luna
- «Mi Luz eterna» — Vanessa Silva
- «Pedazo de Luna» — Naima Luna
- «Te quiero papá» — André Silva
- «Tú mi mamita» — André Silva
- «Que no quedé huella» — Alexander Blas
- «Luz de mi vida» — André Silva
- «Yo y tú» — Ania
- «Territorio y honor» — Sabor y control
- «Conzuelo» — Koky Bonilla y Afrodisíaco
- «No puedo vivir sin ti» — Nano Morris
- «Homenaje a Marvin» — André Silva
- «Y ahora» — Alexander Blas
- «Lléname de amor» — Marea Roja
- «Abrázame» — Iván Piana
- «Conquistar su amor» — Los Ajenos
- «Tu mejor composición» — André Silva y Vanessa Silva
- «Parte de mi» — Rommy Marcovich
- «Yo los amo a los dos» — Naima Luna
- «Tu compañía mamita mia» — Naima Luna
- «Cumpleaños felices Luna» — André Silva
- «El cielo está de fiesta» — Vanessa Silva, André Silva y Naima Luna
- «El ritmo que enamora» — Cielo Torres
- «Alguien como tú» — Los Méndez
- «Yo Gabrielito» — Sebastián Barreto
- «Yo nunca voy a ser Luna» — Vanessa Silva
- «No puedo alejarme de ti» — André Silva
- «Gracias amiguita Luz» — Sebastián Barreto
- «El amor entró en mi cabeza» — Sebastián Barreto
- «Cuando sea adulto» — Sebastián Barreto
- «A lavarnos las manos» — Sebastián Barreto
- «Júrame» — Naima Luna
- «Luz de Luna» — Sebastián Barreto
- «Debo de viajar» — Sebastián Barreto
- «Gozando hasta el amanecer» — Cielo Torres
- «El amor es todo» — André Silva, Vanessa Silva y Naima Luna
- «Parte de ti» — André Silva
- «Estoy solo» — André Silva
- «Perdedor» — André Silva
- «No me la recuerden» — André Silva
- «Junto a mi» — Shirley Iparraguirre
- «Bella» — André Silva
- «Mi familia, mi felicidad» — Naima Luna
- «Adiós» — Alexander Blas
- «Las mejores amigas» — Naima Luna y Mayella Lloclla
- «Te amo» — Alexander Blas
- «Canción para dos» — Naima Luna y Mayella Lloclla
- «Tu angelito» — Juan Carlos Fernández
- «Mi amigo Charlie» — Naima Luna
- «Cumbia Love» — André Silva y Mayella Lloclla
- «Mi corazón hecho pedazos» — Vanessa Silva
- «Amigos de verdad» — Naima Luna y Juan Pablo Abad
- «Luz de Luna» — Naima Luna y Mayella Lloclla
- «Parte de mi» — Mayella Lloclla
- «Amor bonito el de los dos» — André Silva y Naima Luna
- «Te extraño mamá» — Naima Luna
- «Estaremos juntas» — Vanessa Silva y Naima Luna
- «Yo soy tu Becky» — Andrea Alvarado
- «Por ti estoy solo» — William Luna
- «Claro que yes» — Andrea Alvarado
- «Júrame mentiroso» — Mayella Lloclla
- «Mi Luna» — André Silva
- «Sueños que te llenan de amor» — Naima Luna y Laly Goyzueta
- «Me mudé con mi tropa» — Sebastián Barreto
- «Te quiero tal como eres» — Carlos Mueses
- «Luz de Luna» — André Silva, Naima Luna y Mayella Lloclla
- «Pedazo de Luna» — José Dammert
- «Júrame» — José Dammert
- «Estoy dispuesto a todo» — José Dammert
- «Hoy nos deja» — André Silva
- «Tío Chubi» — Naima Luna y Juan Pablo Abad
- «Día y noche» — Marina Yafac
- «Solo estaba sin ti» — Luis José Ocampo
- «Copa de vino» — Rommy Marcovich
- «Verlos juntos sonreír» — Naima Luna
- «La cumbia del amor» — Naima Luna
- «El embrujo» — André Silva
- «Juraré no amarte más» — André Silva
- «Parte de mi» — André Silva
- «No al bullying» — Naima Luna
- «Vota por Luz» — Naima Luna
- «Solo lo sabe Dios» — Nano Morris
- «Te quiero más» — Tulin Trigozo
- «Te amo como el mar» — André Silva y Mayella Lloclla
- «Gloria» — Nano Morris
- «Sé que fui yo» — Javo Moscoso
- «Un último aliento» — André Silva
- «Levántate, tío Herbert» — Naima Luna
- «Amor infinito» — André Silva
- «Ruge mi cumbia» — André Silva
- «Mis pequeños amores» — André Silva
- «Nostalgia de ti» — André Silva
- «La cumbia de los corazones rotos» — André Silva
- «Tienes todo lo que quiero» — André Silva
- «Mi amor bonito» — Naima Luna
- «Júrame» — Renato Bonifaz
- «Ruge mi cumbia» — Renato Bonifaz
- «Nostalgia de ti» — Renato Bonifaz
- «Que te vaya bien» — Marcos Llunas
- «Quiero estar contigo» — Nano Morris
- «Almas gemelas» — Juan Carlos Fernández

## Recepción
La serie debutó en su estreno con un total de 21,9% de audiencia y 34,4% de cuota de pantalla, convirtiéndose en lo más visto en su franja horaria según Kantar Ibope Media. En su primer episodio sumó un total de    1 430 986 televidentes y fue tendencia en redes sociales por varias horas.

### Premios y nominaciones
| Año  | Premio        | Categoría               | Nominados          | Resultado | Refs.         |
| ---- | ------------- | ----------------------- | ------------------ | --------- | ------------- |
| 2021 | Premio Luces  | Mejor ficción           | Luz de Luna        | Nominada  | [ 28 ] [ 29 ] |
| 2021 | Premio Luces  | Mejor actor de TV       | André Silva        | Ganador   | [ 28 ] [ 29 ] |
| 2021 | Premio Luces  | Mejor actriz de TV      | Vanessa Silva      | Nominada  | [ 28 ] [ 29 ] |
| 2021 | Produ Awards  | Mejor director          | Michelle Alexander | Nominada  |               |
| 2022 | Premios Luces | Mejor ficción           | Luz de Luna 2      | Nominada  | [ 30 ]        |
| 2022 | Premios Luces | Mejor actriz de TV      | Mayella Lloclla    | Nominada  | [ 30 ]        |
| 2022 | Premios Luces | Mejor actor de TV       | André Silva        | Nominado  | [ 30 ]        |
| 2022 | Produ Awards  | Mejor telenovela        | Luz de Luna        | Nominada  |               |
| 2022 | Produ Awards  | Mejor actriz revelación | Naima Luna         | Nominada  |               |
| 2023 | Produ Awards  | Mejor tema musical      | «Júrame»           | Nominado  |               |
| 2023 | Produ Awards  | Mejor actriz de reparto | Mayella Lloclla    | Nominada  |               |
| 2024 | Premios Luces | Mejor ficción           | Luz de Luna 3      | Nominada  | [ 31 ]        |
| 2024 | Premios Luces | Mejor actriz de TV      | Mayella Lloclla    | Nominada  | [ 31 ]        |
| 2024 | Premios Luces | Mejor actor de TV       | André Silva        | Nominado  | [ 31 ]        |

## Musical
En 2021, se anunció el lanzamiento del musical de la serie titulado Luz de Luna: El amor es todo que cuenta con la participación del elenco principal de la serie.

## Obra teatral
En julio de 2022, se anunció su adaptación en el teatro Plaza Norte, titulada Luz de Luna: La aventura, que incluyó la participación de algunos actores del reparto principal de la serie junto a otros actores más como Andrea Alvarado y Ximena Díaz.

## Spin-off
Tras el final de la serie, la producción dejó abierta una pequeña probabilidad de una posible continuidad de la serie. Durante los episodios finales de la telenovela Perdóname, protagonizada por Érika Villalobos y Aldo Miyashiro, finalmente se confirmó el desarrollo y lanzamiento de una nueva telenovela titulada Luz de Esperanza que serviría como una secuela de la historia de Luz de Luna.
Luz de Esperanza se centra principalmente en los personajes de León Zárate y su hija Luz, quienes se preparan para su viaje por las fiestas navideñas, pero terminan sufriendo un terrible accidente automovilístico que los separa y los deja por caminos separados. La secuela y spin-off está protagonizada por André Silva y Naima Luna y antagonizada por Sebastián Ligarde, quienes repiten sus roles como León Zárate, Luz Zárate y Adán Cruces respectivamente, cuenta con la participación de otros actores como Silvia Bardales, Andrea Alvarado, Stefano Salvini y Areliz Benel, y contiene nuevos villanos principales interpretados por Alberick García y Wendy Vásquez.